# Karate-Weltmeisterschaften 2014
Die WKF Karate-Weltmeisterschaften 2014 (englisch 22nd Karate World Championships 2014) fanden vom 5. bis 9. November in Bremen statt. An den 22. Weltmeisterschaften nahmen insgesamt 975 Karateka aus 116 Ländern in 16 Disziplinen teil. Veranstaltungsort war die ÖVB-Arena.

## Bilder

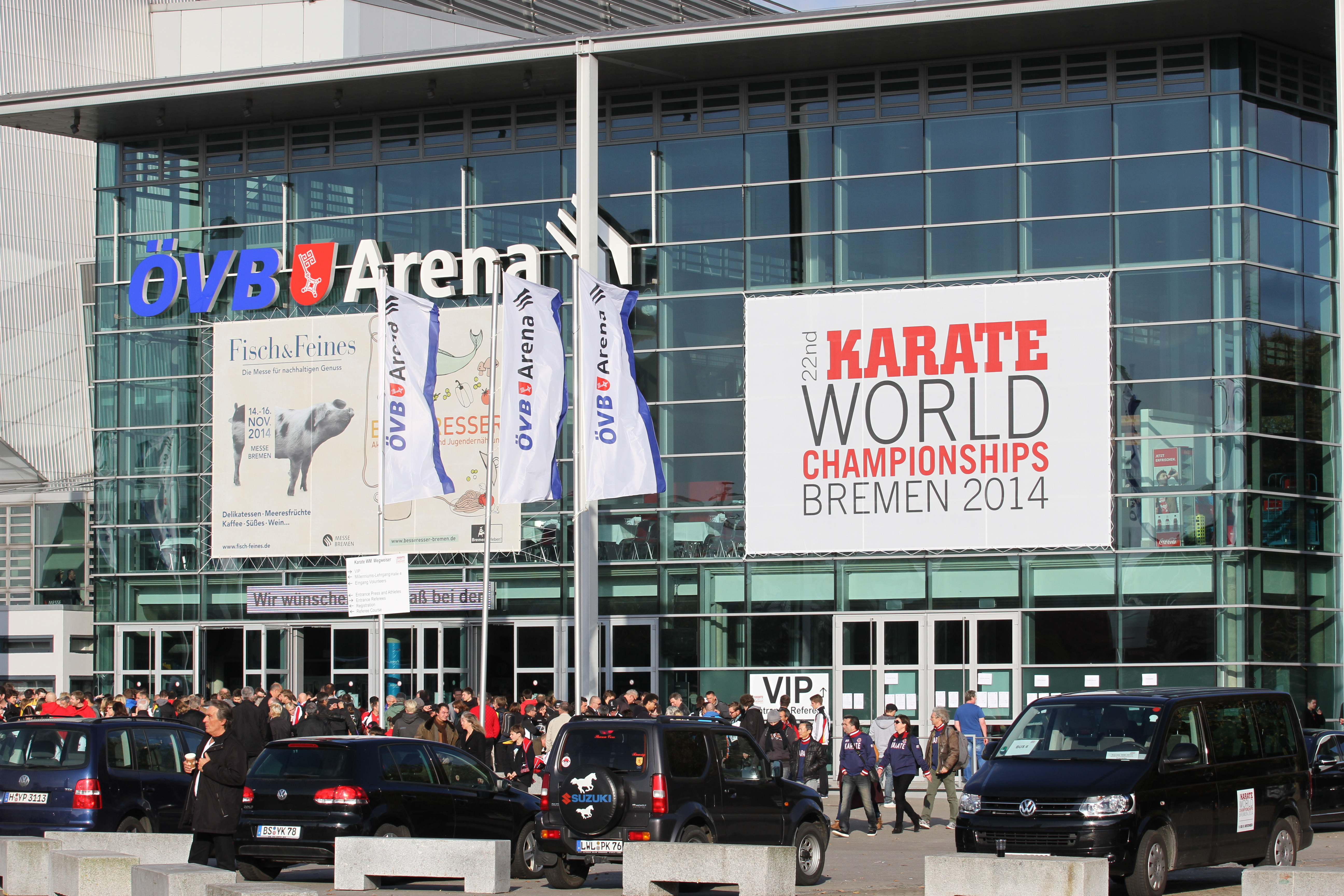
Karate-WM 2014
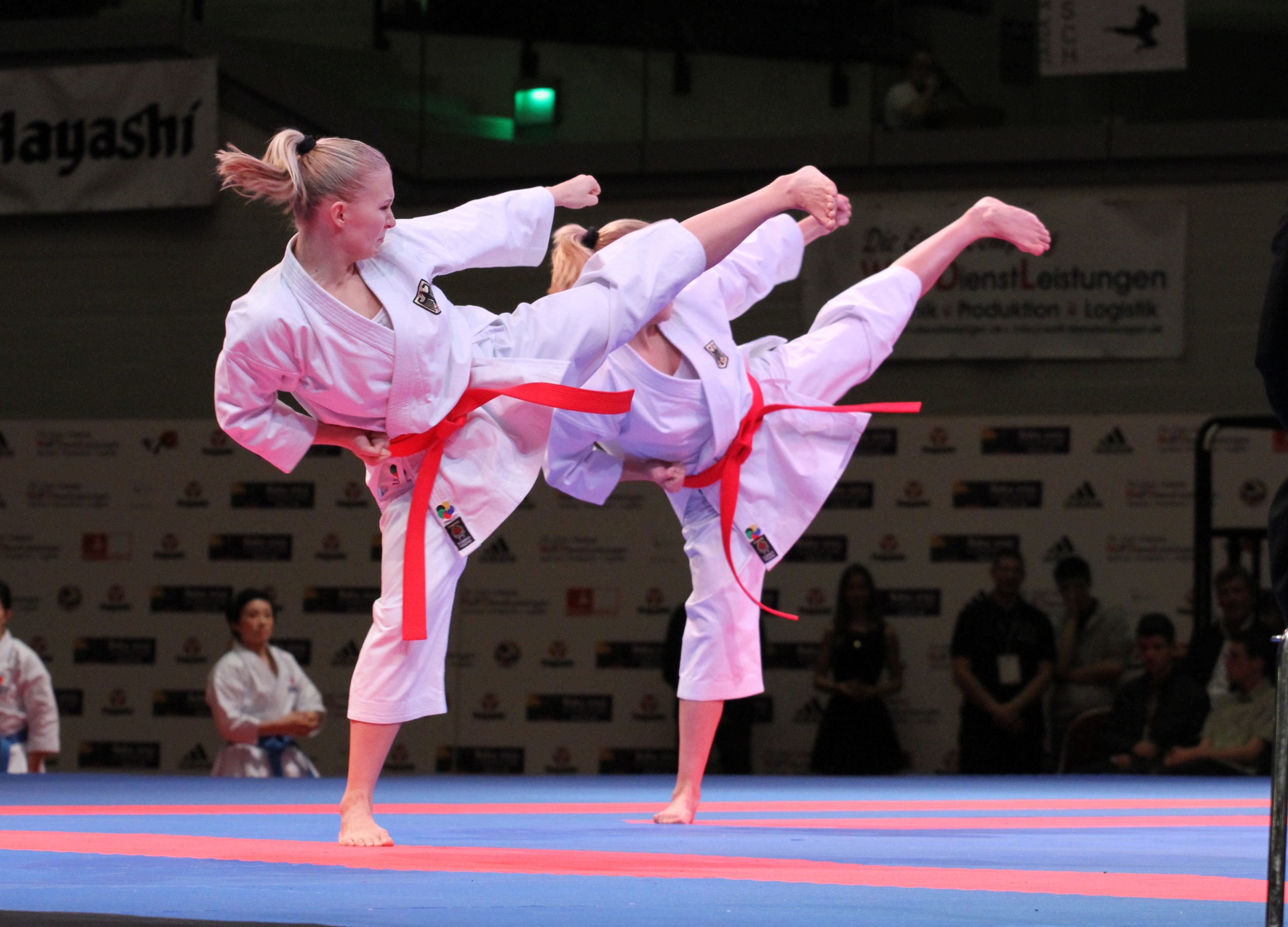
Kata Damen, Team Germany
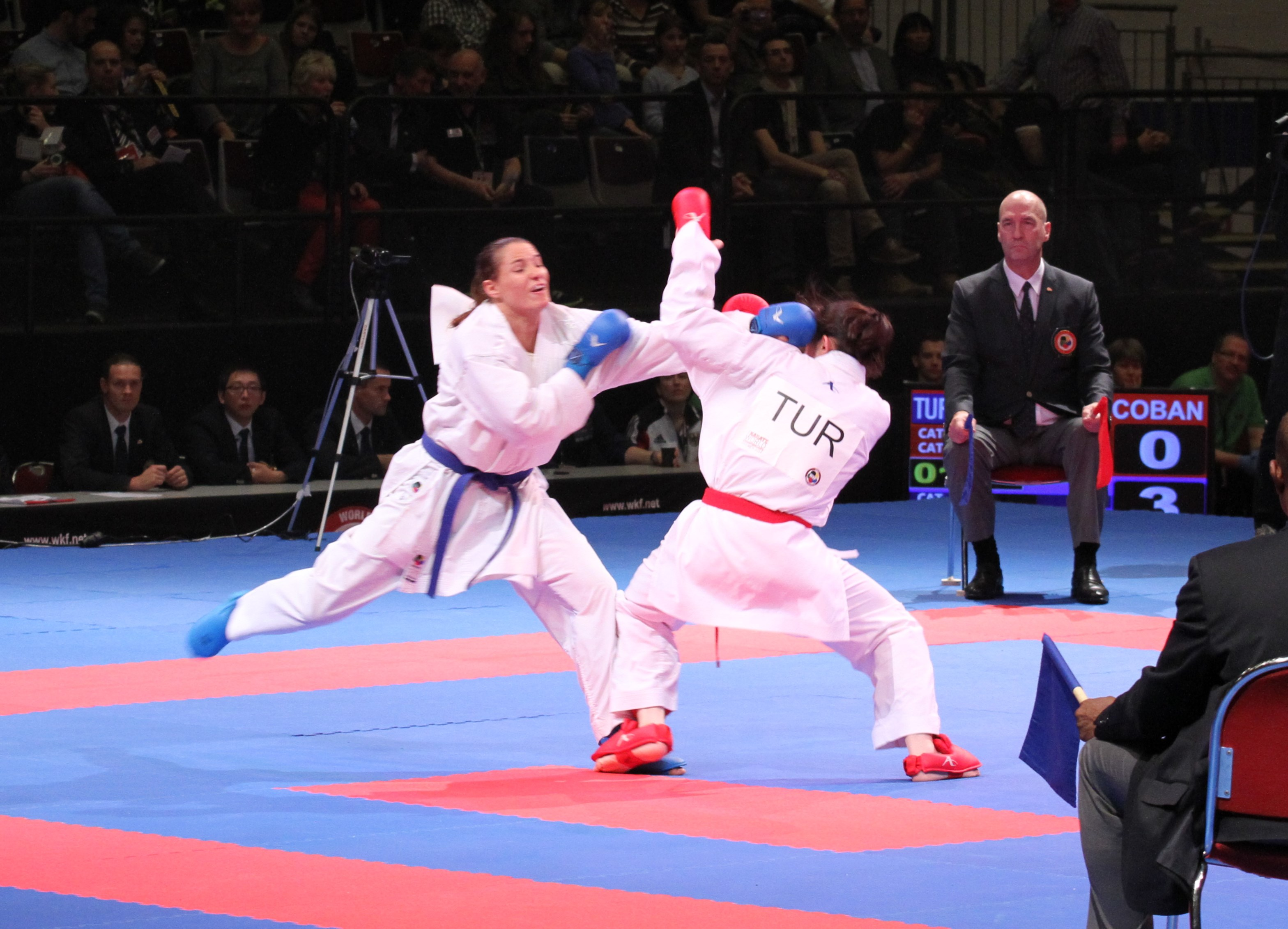
Kumite Damen, Alisa Buchinger

## Ergebnisse
Kata
| Rang | Land        | Karateka              |
| ---- | ----------- | --------------------- |
| 1    | Japan       | Ryō Kiyuna            |
| 2    | Deutschland | Ilja Smorguner        |
| 3    | Frankreich  | Minh Dack Vu Duc      |
| 3    | Venezuela   | Antonio Diaz          |
| 5    | Belgien     | Yvan Rodriguez Merino |
| 5    | Ägypten     | Magdy Ahmed Ibrahim   |
| 7    | Iran        | Farid Haghighi        |
| 7    | Türkei      | Mehmet Yakan          |

| Rang | Land                   | Karateka              |
| ---- | ---------------------- | --------------------- |
| 1    | Japan                  | Kiyou Shimizu         |
| 2    | Frankreich             | Sandy Scordo          |
| 3    | Spanien                | Yaiza Martin Abello   |
| 3    | Deutschland            | Jasmin Bleul          |
| 5    | Iran                   | Mahsa Afsaneh         |
| 5    | Mexiko                 | Y. Trujillo M. Xatzi. |
| 7    | Hongkong               | Grace Lau Mo Sheung   |
| 7    | Vereinigtes Königreich | Aimee Sell            |

| Rang | Land       |
| ---- | ---------- |
| 1    | Spanien    |
| 2    | Ägypten    |
| 3    | Frankreich |
| 3    | Malaysia   |
| 5    | Italien    |
| 5    | Türkei     |
| 7    | Marokko    |
| 7    | Kuwait     |

| Rang | Land                                                       |
| ---- | ---------------------------------------------------------- |
| 1    | Deutschland (mit Jasmin Bleul, C. Heinrich und S. Wachter) |
| 2    | Japan                                                      |
| 3    | Italien                                                    |
| 3    | Iran                                                       |
| 5    | Spanien                                                    |
| 5    | Vietnam                                                    |
| 7    | Peru                                                       |
| 7    | Türkei                                                     |

Kumite
| Rang | Land           | Karateka         |
| ---- | -------------- | ---------------- |
| 1    | Brasilien      | Douglas Brose    |
| 2    | Niederlande    | Geoffrey Berens  |
| 3    | Russland       | Evgeny Plakhutin |
| 3    | Iran           | Amir Mahdi Zadeh |
| 5    | Nordmazedonien | Emil Pavlov      |
| 5    | Ukraine        | Vitali Sementsov |
| 7    | Türkei         | Aykut Kaya       |
| 7    | Südkorea       | Hwan Lee Ji      |

| Rang | Land       | Karateka                  |
| ---- | ---------- | ------------------------- |
| 1    | Frankreich | William Rolle             |
| 2    | Ägypten    | Magdy Hanafy              |
| 3    | Brasilien  | Vinicius Rezende Figueira |
| 3    | Schweiz    | Kujtim Bajrami            |
| 5    | England    | Jordan Thomas             |
| 5    | Spanien    | Manuel Rasero Ruiz        |
| 7    | Serbien    | Stefan Joksic             |
| 7    | Australien | Tsuneari Yahiro           |

| Rang | Land        | Karateka          |
| ---- | ----------- | ----------------- |
| 1    | Japan       | Ryuichi Tani      |
| 2    | Italien     | Luigi Busà        |
| 3    | Ukraine     | Stanislaw Horuna  |
| 3    | Deutschland | Noah Bitsch       |
| 5    | Ägypten     | Omar Abdel Rahman |
| 5    | Türkei      | Serkan Yagci      |
| 7    | Jordanien   | Bashar Alnajjar   |
| 7    | Kroatien    | Marijan Logarusic |

| Rang | Land                    | Karateka           |
| ---- | ----------------------- | ------------------ |
| 1    | Georgien                | Gogita Arkania     |
| 2    | Japan                   | Ryūtarō Araga      |
| 3    | Türkei                  | Gokhan Gunduz      |
| 3    | Ägypten                 | Mohamed El Kotby   |
| 5    | Deutschland             | Mehmet Bolat       |
| 5    | Iran                    | Zabiollah Poorshab |
| 7    | Bosnien und Herzegowina | Admir Dautovic     |
| 7    | Dominikanische Republik | Jorge Perez        |

| Rang | Land                    | Karateka                 |
| ---- | ----------------------- | ------------------------ |
| 1    | Türkei                  | Enes Erkan               |
| 2    | Iran                    | Sajad Ganjzadeh          |
| 3    | Bosnien und Herzegowina | Admir Zukan              |
| 3    | Spanien                 | Jagoba Vizuete Fernandez |
| 5    | Ägypten                 | Ossama Mansour           |
| 5    | Brasilien               | Herolind Nishevci        |
| 7    | Italien                 | Nico Armanelli           |
| 7    | Niederlande             | Moreno Sheppard          |

| Rang | Land        | Karateka                |
| ---- | ----------- | ----------------------- |
| 1    | Türkei      | Serap Ozcelik           |
| 2    | Deutschland | Duygu Bugur             |
| 3    | Spanien     | Rocio Sanchez Estepa    |
| 3    | Frankreich  | Alexandra Recchia       |
| 5    | Indonesien  | Sukatendel Srunita Sari |
| 5    | Ägypten     | Areeg Rashed            |
| 7    | Österreich  | Bettina Plank           |
| 7    | Hongkong    | Ting Tsang Yee          |

| Rang | Land        | Karateka         |
| ---- | ----------- | ---------------- |
| 1    | Italien     | Sara Cardin      |
| 2    | Frankreich  | Emilie Thouy     |
| 3    | Japan       | Miki Kobayashi   |
| 3    | Deutschland | Jana Bitsch      |
| 5    | Luxemburg   | Jennifer Warling |
| 5    | Ukraine     | Zhanna Melnyk    |
| 7    | Schottland  | Amy Connell      |
| 7    | Südkorea    | Eun Ahn Tae      |

| Rang | Land        | Karateka                          |
| ---- | ----------- | --------------------------------- |
| 1    | Ägypten     | Giana Farouk                      |
| 2    | Malaysia    | Salni Jefry Krishnan Syakilla     |
| 3    | Italien     | Laura Pasqua                      |
| 3    | Japan       | Mayumi Someya                     |
| 5    | Tunesien    | Boutheina Hasnaoui                |
| 5    | Deutschland | Silvia Sperner                    |
| 7    | Spanien     | Irene Colomar Costa               |
| 7    | Brasilien   | Maike Steffen Machado De Oliveira |

| Rang | Land        | Karateka               |
| ---- | ----------- | ---------------------- |
| 1    | Frankreich  | Alizee Agier           |
| 2    | Norwegen    | Gitte Brunstad         |
| 3    | Ukraine     | Irina Zaretska         |
| 3    | Österreich  | Alisa Buchinger        |
| 5    | Ägypten     | Fatma Alzahraa Mahmoud |
| 5    | Türkei      | Merve Coban            |
| 7    | Deutschland | Maria Weiss            |
| 7    | Finnland    | Ayse Abat              |

| Rang | Land               | Karateka               |
| ---- | ------------------ | ---------------------- |
| 1    | Ägypten            | Shymaa Abouel Yazed    |
| 2    | Iran               | Hamideh Abbasali       |
| 3    | Japan              | Ayumi Uekusa           |
| 3    | Spanien            | Laura Palacio Gonzalez |
| 5    | Türkei             | Meltem Hocaoglu        |
| 5    | Ungarn             | Nikola Bartha          |
| 7    | Vereinigte Staaten | Maya Wasowicz          |
| 7    | Niederlande        | Tania Nortan Vanesca   |

| Rang | Land        |
| ---- | ----------- |
| 1    | Iran        |
| 2    | Deutschland |
| 3    | Türkei      |
| 3    | Japan       |
| 5    | Ägypten     |
| 5    | Belarus     |
| 7    | Kasachstan  |
| 7    | Serbien     |

| Rang | Land       |
| ---- | ---------- |
| 1    | Ägypten    |
| 2    | Frankreich |
| 3    | Türkei     |
| 3    | Japan      |
| 5    | Spanien    |
| 5    | Russland   |
| 7    | Ukraine    |
| 7    | Kanada     |

## Medaillenspiegel
| Rang  | Land                    | Gold | Silber | Bronze | Gesamt |
| ----- | ----------------------- | ---- | ------ | ------ | ------ |
| 1     | Japan                   | 3    | 2      | 5      | 10     |
| 2     | Ägypten                 | 3    | 2      | 1      | 6      |
| 3     | Frankreich              | 2    | 3      | 3      | 8      |
| 4     | Türkei                  | 2    | 0      | 3      | 5      |
| 5     | Deutschland             | 1    | 3      | 3      | 7      |
| 6     | Iran                    | 1    | 2      | 2      | 5      |
| 7     | Italien                 | 1    | 1      | 2      | 4      |
| 8     | Spanien                 | 1    | 0      | 4      | 5      |
| 9     | Brasilien               | 1    | 0      | 1      | 2      |
| 10    | Georgien                | 1    | 0      | 0      | 1      |
| 11    | Malaysia                | 0    | 1      | 1      | 2      |
| 12    | Niederlande             | 0    | 1      | 0      | 1      |
| 12    | Norwegen                | 0    | 1      | 0      | 1      |
| 14    | Ukraine                 | 0    | 0      | 2      | 2      |
| 15    | Australien              | 0    | 0      | 1      | 1      |
| 15    | Bosnien und Herzegowina | 0    | 0      | 1      | 1      |
| 15    | Russland                | 0    | 0      | 1      | 1      |
| 15    | Schweiz                 | 0    | 0      | 1      | 1      |
| 15    | Venezuela               | 0    | 0      | 1      | 1      |
| Total | Total                   | 16   | 16     | 32     | 64     |